# Charles-Moÿse Goulier
Pour les articles homonymes, voir Goulier (homonymie).
Charles-Moÿse Goulier, né le 31 janvier 1818 à Richelieu (Indre-et-Loire) et décédé le 14 mars 1891 à Paris 7e, est un militaire français, officier du génie, qui a contribué à la création de la topographie moderne.

## Biographie
Charles-Moÿse Goulier intègre l’École polytechnique en 1836 et à la suite l'École d’application du génie de Metz dont il sort premier de sa promotion. 
En 1841, il est affecté au 3e régiment du génie de Metz.
Après un séjour à Montrouge où il participe aux travaux sur les fortifications, il est affecté à l’état-major particulier du génie de Metz. 
Lors du départ du professeur Livet, enseignant la géodésie et la topographie à l’Ecole d’application de Metz, on lui offrit sa succession. Il était capitaine de 2e classe depuis le 14 mai 1843. Ses nouvelles fonctions prirent effet le 6 septembre 1844 ; il avait 26 ans. Sa vie allait désormais être vouée à la rénovation de la topographie et à l’enseignement.
Capitaine en premier en 1851, chef de bataillon en 1862, lieutenant-colonel en 1870, il est porté « À Metz, pendant le blocus » à la date du 15 août 1870. À la suite de la reddition, il reçut l’ordre de remettre à l’ennemi le matériel de l’école. C’était le 30 octobre et, après s’être acquitté de cette mission, il demanda ce qu’il devait lui-même faire : « Allez au diable ! » lui répondit l’officier allemand. Le 12 décembre, il s’évada et rejoignit l’armée du Nord, où il fut chef d’état-major du génie le 9 janvier. Le 1er mars, il occupa les mêmes fonctions à l’armée de Cherbourg, puis commanda le génie à Besançon. Enfin, le 4 novembre 1871, il retrouva ses fonctions de professeur de topographie à l’École d’application rétablie à Fontainebleau.
Directeur du génie à Marseille le 1er mars 1875, il fut colonel le 20 avril, après avoir refusé une première fois cette promotion pour ne pas être favorisé par rapport à ses camarades en captivité. Affecté à Paris, au Dépôt des fortifications, en 1876, il fut admis d’office à faire valoir ses droits à la retraite le 9 février 1878 et fut rayé des contrôles le 26 juillet. Affecté à l’état-major du corps territorial du génie, il fut finalement rayé des cadres le 25 septembre 1883. On créa pour lui le poste civil de conservateur du Dépôt central des instruments de précision. Titulaire de nombreuses distinctions, célibataire sans enfants, il s’éteignit le 14 août 1891.

## Publications et inventions
Il a publié de nombreux articles relatifs à la topographie. On doit à Goulier une alidade nivelatrice, l'équerre à prisme, des tachéomètres, un télémètre, le niveau à collimateur, et d'autres matériels destinés à la topographie.

## Grades et décorations
- 1er octobre 1838 : sous-lieutenant élève
- 1840 : lieutenant en second
- 8 juin 1841 : lieutenant en premier
- 14 mai 1843 : capitaine de 2e classe
- 1851 : capitaine en premier
- 1862 : chef de bataillon
- 1870 : lieutenant-colonel
- 20 avril 1875 : colonel